# (14693) Selwyn
(14693) Selwyn (2000 AH144) – planetoida z pasa głównego asteroid okrążająca Słońce w ciągu 3,61 lat w średniej odległości 2,35 j.a. Odkryta 5 stycznia 2000 roku.